# Tisselt
Tisselt is een dorp in de Belgische provincie Antwerpen en een deelgemeente van Willebroek. Tisselt was een zelfstandige gemeente tot aan de gemeentelijke herindeling van 1977.

## Geschiedenis
Tisselt was gelegen in een uitgestrekt domein en vanaf de 13e eeuw begon de ontginning van de heide waarin Tisselt was gelegen. In 1360 werd Tisselt voor het eerst vernoemd, als Tysselt.
Op de Ferrariskaarten (1777) is Tisselt te zien als een dorp met meer dan 100 huizen, dubbel zo groot als toenmalig Kapelle-op-den-Bos. De heerlijkheid Tisselt was in bezit van de heren van Grimbergen die een tak vormden van het geslacht Berthout. In de 18e eeuw kwam Tisselt aan Melchior van Susteren en in 1761 aan de hertog van Croÿ. Midden 16e eeuw werd de Willebroekse Vaart gegraven en te Tisselt werd in 1554-1557 een sluis aangelegd die tot 1912-1913 bleef bestaan. In 1582 werd bij de sluis een fort opgericht.
In Tisselt was de vlasteelt een belangrijk middel van bestaan.
In 1803 werd Tisselt verheven tot een zelfstandige parochie.
Het was een zelfstandige gemeente tot einde 1976. Op dat moment had Tisselt een oppervlakte van 8,24 km² en telde ze 2812 inwoners.

## Geografie
Het dorpscentrum wordt van noord naar zuiden doorsneden door het Kanaal Brussel-Rupel. Via de Brielenbrug, een hefbrug, worden beide zijden van het dorp met elkaar verbonden.

## Bezienswaardigheden
- De Brielenbrug
- Het Hof van Baeckelmans aan Brielen
- De Lourdesgrot in het gehucht Brielen, ingewijd in 2013, nabij het Hof van Baeckelmans
- De Sint-Jan-Baptistkerk aan de Blaasveldstraat

## Natuur en landschap
Tisselt ligt aan het Zeekanaal Brussel-Schelde. De hoogte bedraagt 5-8 meter en het landschap is betrekkelijk vlak. De bodem is zandig en leemachtig.

## Demografische ontwikkeling
- Bronnen:NIS, Opm:1806 tot en met 1970=volkstellingen; 1976 = inwoneraantal op 31 december

## Economie
In Tisselt bevindt zich een van de productie-eenheden van Eternit. Het bedrijf maakte hier voornamelijk buizen.
De laatste buurtwinkel van Tisselt sloot op 8 augustus 2022 de deuren.

## Verenigingen
- Koninklijke Fanfare Willen is Kunnen Tisselt
- Koninklijke Fanfare Concordia, Tisselt
- Chiro Tisselt

## Bekende inwoners

### Geboren in Tisselt
- Frans Ludo Verbeeck (1926-2000), componist en dirigent

## Afbeeldingen

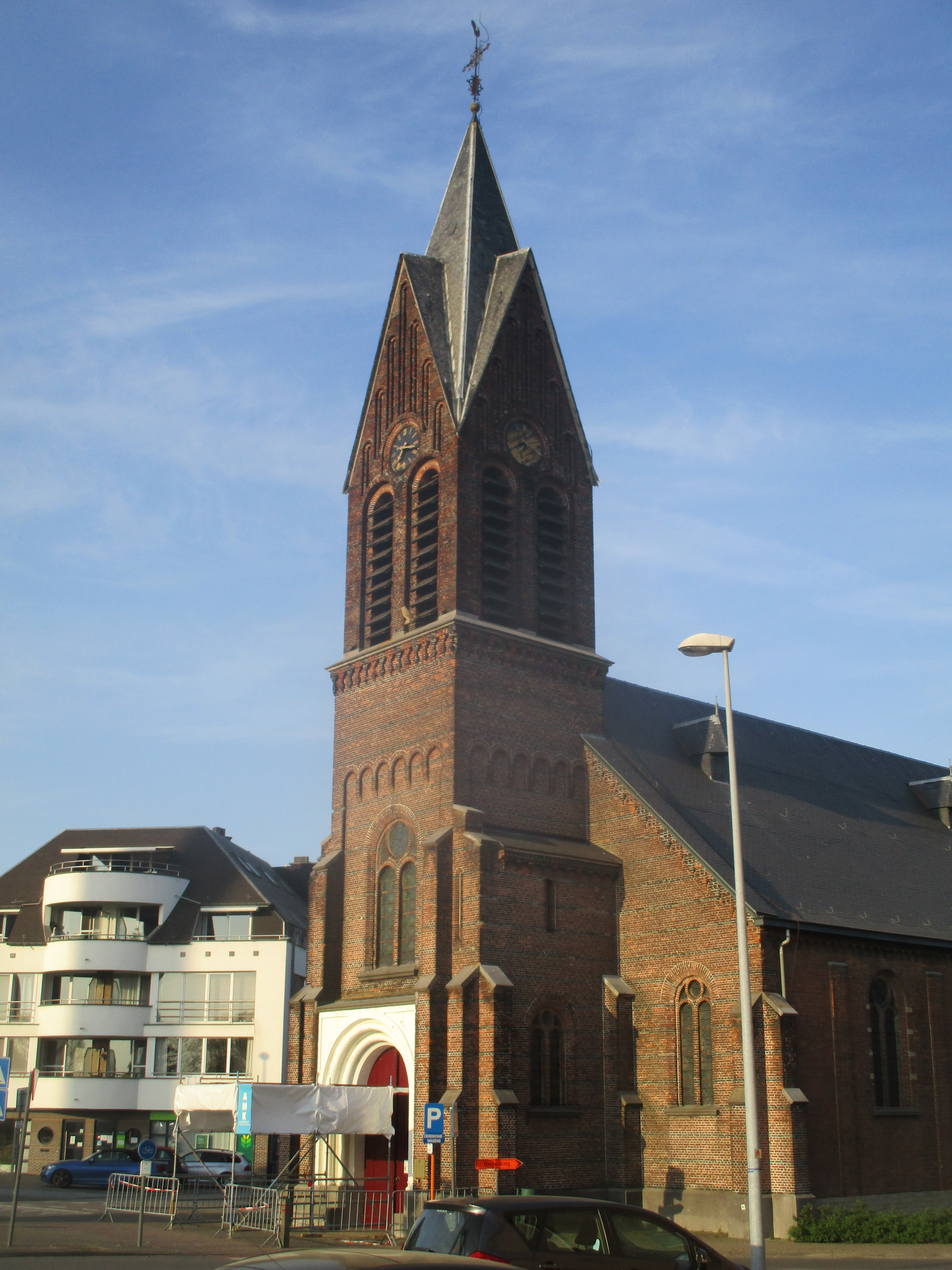
Sint-Jan-Baptistkerk op het Kerkplein (2020)
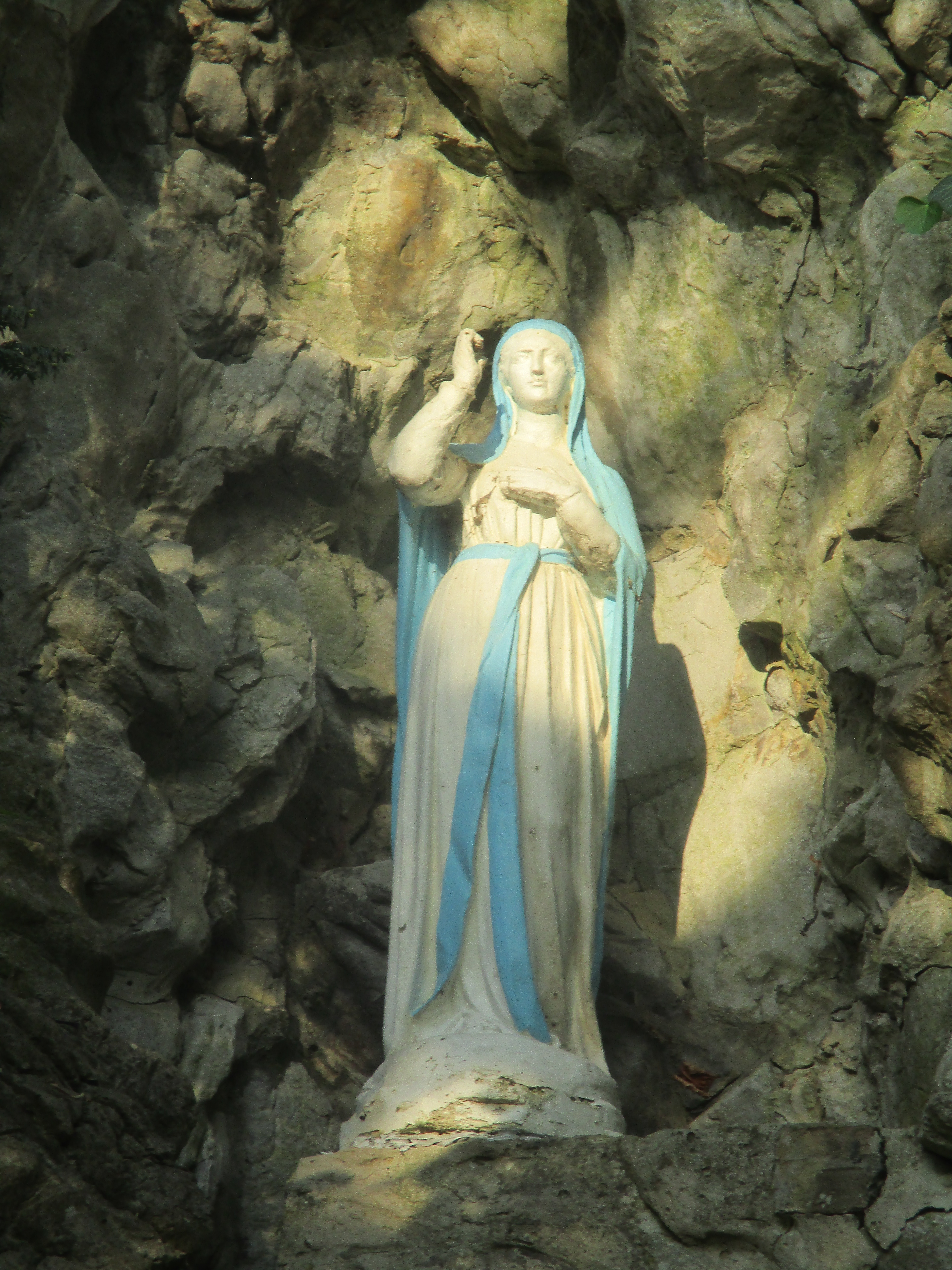
Het Mariabeeld van de Lourdesgrot van Tisselt (2020)
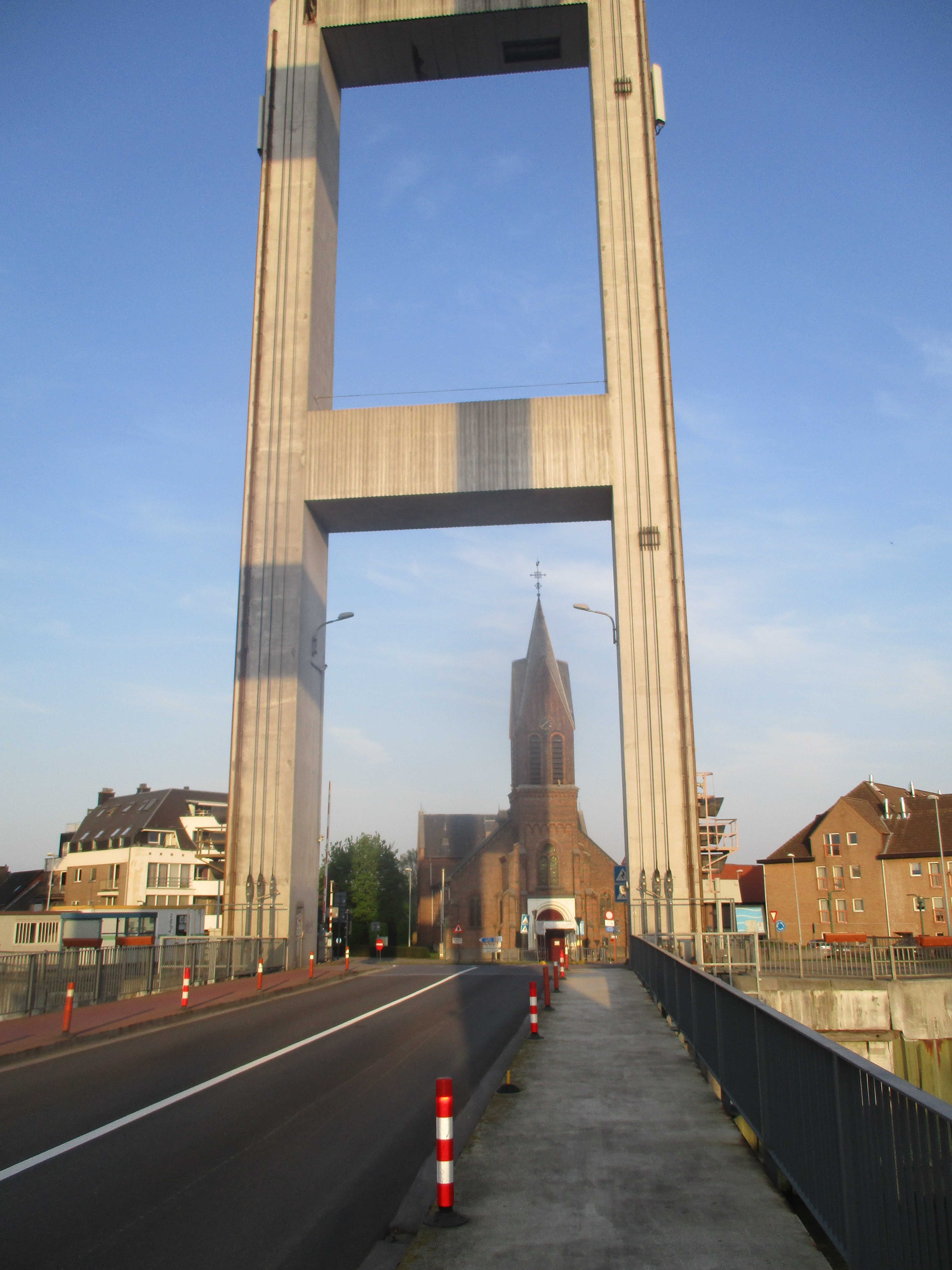
Sint-Jan-Baptistkerk vanop de Brielenbrug (2020)

## Nabijgelegen kernen
Willebroek, Blaasveld, Kapelle-op-den-Bos, Ramsdonk, Breendonk